# 蓬州千户所
蓬州千户所，全称蓬州守御千户所，明朝时设置的千户所。
洪武二十六年（1393年）置，治所在广东省揭阳县蓬洲都夏岭，二十七年（1394年）移治鮀江都西埕（今属汕头市金平区鮀江街道），属潮州卫。清朝雍正三年（1725年）裁。